# Denticetopsis iwokrama
Denticetopsis iwokrama är en fiskart som beskrevs av Vari, Ferraris och De Pinna 2005. Denticetopsis iwokrama ingår i släktet Denticetopsis och familjen Cetopsidae. Inga underarter finns listade i Catalogue of Life.